# Nguyễn Bốn
Nguyễn Bốn (sinh năm 1962) là chính khách Việt Nam. Ông nguyên là Phó Bí thư Tỉnh ủy, Chủ tịch Ủy ban nhân dân tỉnh Đắk Nông khóa III nhiệm kỳ 2016–2021.

## Lý lịch và học vấn
Nguyễn Bốn sinh năm 1962 quê quán xã Điện Phương, huyện Điện Bàn, tỉnh Quảng Nam;
Nguyễn Bốn có trình độ Cử nhân kinh tế và Cử nhân Lí luận chính trị Đảng Cộng sản Việt Nam.

## Sự nghiệp
Trước khi được bầu làm Chủ tịch Ủy ban nhân dân tỉnh, ông Nguyễn Bốn là Ủy viên Ban Thường vụ Tỉnh ủy, Phó Chủ tịch Ủy ban nhân dân tỉnh Đắk Nông nhiệm kỳ 2004-2011, Phó Chủ tịch thường trực Ủy ban nhân dân tỉnh Đắk Nông nhiệm kỳ 2011-2016, Phó Bí thư Tỉnh ủy nhiệm kỳ 2010-2015.
Chiều ngày 25/9/2015, Đại hội đại biểu Đảng bộ tỉnh Đắk Nông lần thứ XI, nhiệm kỳ 2015 – 2020 đã bầu ông Nguyễn Bốn tái đắc cử chức vụ Phó Bí thư Tỉnh ủy Đắk Nông.
Ngày 10/12/2015, tại kỳ họp thứ 12, Hội đồng nhân dân tỉnh Đắk Nông khóa II, đã bầu ông Nguyễn Bốn giữ chức vụ Chủ tịch Ủy ban nhân dân tỉnh Đắk Nông nhiệm kỳ 2011-2016.
Ngày 30/12/2015, theo quyết định 2439/QĐ-TTg, Thủ tướng Nguyễn Tấn Dũng đã phê chuẩn kết quả bầu chức vụ Chủ tịch Ủy ban nhân dân tỉnh Đắk Nông nhiệm kỳ 2011- 2016 đối với ông Nguyễn Bốn, Phó Bí thư Tỉnh ủy, Phó Chủ tịch Ủy ban nhân dân tỉnh.
Sáng ngày 1/7/2016, tại kỳ họp thứ nhất, Hội đồng nhân dân tỉnh Đắk Nông khóa III, nhiệm kỳ 2016-2021 đã bầu Nguyễn Bốn, Phó Bí thư Tỉnh ủy, Chủ tịch Ủy ban nhân dân tỉnh khóa II tái đắc cử chức vụ Chủ tịch Ủy ban nhân dân tỉnh khóa III, nhiệm kỳ 2016-2021.

## Kỷ luật
Ngày 7 tháng 12 năm 2018, Ủy ban Kiểm tra Trung ương Đảng Cộng sản Việt Nam khóa 12 thông báo kết luận, Ban cán sự đảng UBND tỉnh Đắk Nông nhiệm kỳ 2016-2021 đã vi phạm nguyên tắc tập trung dân chủ và quy chế làm việc; buông lỏng lãnh đạo, chỉ đạo, để UBND tỉnh có nhiều vi phạm, khuyết điểm trong công tác giao đất, giao rừng, cho thuê đất, cho thuê rừng, quản lý, bảo vệ rừng và bồi thường rừng. Việc làm trên đã gây thiệt hại và thất thu ngân sách Nhà nước, để mất rừng, rừng bị phá, lấn chiếm với diện tích lớn, phát sinh tranh chấp, khiếu kiện phức tạp.
Ông Nguyễn Bốn, Phó bí thư Tỉnh ủy, Bí thư Ban cán sự Đảng, Chủ tịch UBND tỉnh, chịu trách nhiệm chính về những vi phạm, khuyết điểm nêu trên, do thiếu trách nhiệm trong lãnh đạo, chỉ đạo, điều hành, để xảy ra nhiều vi phạm, khuyết điểm trong công tác quản lý, bảo vệ và phát triển rừng; trực tiếp ký quyết định cho thuê đất, giao rừng, bồi thường rừng không đúng quy định pháp luật.
Chịu trách nhiệm chung, ông Trương Thanh Tùng, Ủy viên Ban cán sự đảng, Phó chủ tịch UBND tỉnh, cùng chịu trách nhiệm về những vi phạm, khuyết điểm của Ban cán sự Đảng UBND tỉnh nhiệm kỳ 2016-2021. Ông Tùng trực tiếp ký một số quyết định giao đất, cho thuê đất, giao rừng, cho thuê rừng và chỉ đạo việc bồi thường rừng không đúng quy định pháp luật.
Tại kỳ họp thứ 33 của Ủy ban Kiểm tra Trung ương Đảng Cộng sản Việt Nam khóa 12 từ ngày 14 đến ngày 16 tháng 1 năm 2019, Ủy ban đã quyết định hình thức kỉ luật khiển trách đối với ông Nguyễn Bốn, Phó Bí thư Tỉnh ủy Đắk Nông.